# Socjologia Internetu
Socjologia Internetu – subdyscyplina socjologii, zajmująca się badaniem zachowań ludzkich w Internecie.
Socjologowie internetu zajmują się między innymi społecznymi skutkami stosowania nowych technologii, takimi jak zachowanie się użytkowników serwisów społecznościowych, gier MMORPG, członków forum i grup dyskusyjnych, tym w jaki sposób komunikacja przez pocztę elektroniczną wpływa na osoby się nią posługujące. 
Ważne zagadnienia dla socjologów Internetu to nierówności w sieci (wykluczenie cyfrowe), społeczności wirtualne i kapitał społeczny, polityka, organizacje wirtualne i zjawiska kulturowe z tym związane.
Współcześnie wystąpienia i dyskusje w przestrzeni internetu przenoszą się na place i ulice miast. Korzystają przy tym z internetowych środków komunikacji, głównie portali społecznościowych oraz komunikatorów niezależnych.